# Раєцький Олександр Вікторович
Раєцький Олександр Вікторович (нар. 17 жовтня 1961) — російський шахіст, гросмейстер (2005), міжнародний арбітр (2000).

## Книги
- Каталонское начало. 2006 (у співавторстві з Максимом Четвериком)
- Принятый ферзевый гамбит. 2009 (у співавторстві з Максимом Четвериком)
- Шахматы. Озадачь соперника в дебюте. 2011 (у співавторстві з Максимом Четвериком)